# Jacques Claude Roman Vassal
Jacques Claude Roman Vassal est un homme politique français né le 15 novembre 1770 à Rions (Gironde) et décédé le 13 octobre 1834 à Paris.

## Biographie
Banquier à Paris, il est juge et président du tribunal de commerce et député de la Seine de 1827 à 1830. Il siège au centre gauche, avec l'opposition libérale, et fait partie des 221 qui refusent la confiance au gouvernement Polignac. Rallié à la Monarchie de Juillet, il démissionne en octobre 1830.

## Source
- « Jacques Claude Roman Vassal », dans Adolphe Robert et Gaston Cougny, Dictionnaire des parlementaires français, Edgar Bourloton, 1889-1891 [détail de l’édition]
- notice nécrologique in « Archives du Commerce et de l’industrie agricole et manufacturière... », deuxième année, tome septième, Paris, au bureau du recueil, 1834.